# Scavenger Hunt
Scavenger Hunt est un film américain de 1979 avec Richard Benjamin et Arnold Schwarzenegger

## Fiche technique
- Affiche : Bill Gold (États-Unis)

## Distribution
- Arnold Schwarzenegger : Lars
- Richard Benjamin : Stuart Selsome
- James Coco : Henri
- Scatman Crothers : Sam
- Ruth Gordon : Arvilla Droll
- Cloris Leachman : Mildred Carruthers
- Cleavon Little : Jackson
- Roddy McDowall : Jenkins
- Robert Morley : Bernstein
- Dirk Benedict : Jeff Stevens
- Tony Randall : Henry Motley
- Richard Mulligan
- Stephanie Faracy
- Meat Loaf
- Stephen Furst : Merle
- Richard Masur
- Maureen Teefy
- Julie Anne Haddock
- Missy Francis
- Avery Schreiber
- David Hollander : Jason Motley
- Hal Landon Jr.
- Emory Bass
- Byron Webster
- Liz Torres
- Stuart Pankin : Duane
- Carol Wayne : Nurse
- Willie Aames : Kenny Stevens
- Vincent Price : Milton Parker
- Pat McCormick
- Shane Sinutko : Scott Motley